# 乔凡尼一世·帕提西帕奇奥
乔凡尼一世·帕提西帕奇奥（威尼斯语：Giovanni I Partecipazio），是第十二任威尼斯总督。他早年在与兄长查士丁尼·帕提西帕奇奥争夺总督之位的过程中失败，随后逃往札拉。查士丁尼·帕提西帕奇奥去世后，他回到威尼斯继任总督。
832年，被流放的前总督奥布莱里奥·安特诺略与支持者回到威尼斯共和国。乔凡尼一世击败了他们，摧毁了支持安特诺略的马拉莫科和维吉利亚。他将安特诺略在市场上斩首示众。不久后威尼斯出现叛乱，人民立卡洛索（Caroso）为总督。乔凡尼逃往伦巴第王国。不久后，帕提西帕奇奥家族罢黜了卡洛索并弄瞎了他，乔凡尼于是回国。836年，威尼斯再度爆发叛乱，叛乱者将乔凡尼一世抓住、剃发，并送往格拉多的修道院。